# Campeonato Mundial de Esgrima de 1934
El XII Campeonato Mundial de Esgrima se celebró en Varsovia (Polonia) en 1934 bajo la organización de la Federación Internacional de Esgrima (FIE) y la Federación Polaca de Esgrima.

## Medallistas

### Masculino
| Evento              | Oro | Plata | Bronce |
| ------------------- | --- | --- | --- |
| Florete individual  | Giulio Gaudini Italia                                                                                    | Gustavo Marzi Italia                                                                                                 | Giorgio Bocchino Italia                                                                                                |
| Florete por equipos | Giorgio Bocchino Manlio Di Rosa Giulio Gaudini Gioacchino Guaragna Gustavo Marzi Giuliano Nostini Italia | René Bougnol André Gardère Edward Gardère Michel Godin René Lemoine Francia                                          | Erwin Casmir Julius Eisenecker August Heim Stefan Rosenbauer Alemania                                                  |
| Espada individual   | Pál Dunay Hungría                                                                                        | Gustaf Dyrssen · Suecia                                                                                              | Hans Drakenberg · Suecia                                                                                               |
| Espada por equipos  | Georges Buchard Philippe Cattiau Michel Godin René Lemoine Michel Pécheux Jean Piot Francia              | Giancarlo Brusati Giancarlo Cornaggia-Medici Roberto Battaglia Saverio Ragno Giorgio Rastelli Franco Riccardi Italia | Hans Drakenberg · Gustaf Dyrssen · Carl Gripenstedt · Nils Hellsten · Sven Thofelt · Bertil Uggla · Suecia             |
| Sable individual    | Endre Kabos Hungría                                                                                      | Giulio Gaudini Italia                                                                                                | László Rajcsányi Hungría                                                                                               |
| Sable por equipos   | Jenő Erdélyi Aladár Gerevich György Piller Endre Kabos László Rajcsányi Imre Rajczy Hungría              | Giulio Gaudini Gustavo Marzi Aldo Montano Vincenzo Pinton Emilio Salafia Angelo Treves Italia                        | Władysław Dobrowolski · Leszek Lubicz-Nycz · Władysław Segda · Adam Papée · Marian Suski · Tadeusz Friedrich · Polonia |

### Femenino
| Evento              | Oro                                                                                 | Plata                                                    | Bronce |
| ------------------- | ----------------------------------------------------------------------------------- | -------------------------------------------------------- | --- |
| Florete individual  | Ilona Elek Hungría                                                                  | Margit Elek Hungría                                      | Hedwig Haß Alemania |
| Florete por equipos | Erna Bogáti Margit Dany Ilona Elek Margit Elek Katalin Horváth Ilona Vargha Hungría | Hedwig Haß Henni Jüngst Olga Oelkers Leni Oslob Alemania | Mary Geddes Heather Guinness Gwendoline Neligan Kathleen Stanbury-Statbourg Reino Unido Ada Biagini Marisa Cerani Letizia Meneghelli Germana Schwaiger Italia |

## Medallero
| Núm. | País        | Oro | Plata | Bronce | Total |
| ---- | ----------- | --- | ----- | ------ | ----- |
| 1    | Hungría     | 5   | 1     | 1      | 7     |
| 2    | Italia      | 2   | 4     | 2      | 8     |
| 3    | Francia     | 1   | 1     | 0      | 2     |
| 4    | Alemania    | 0   | 1     | 2      | 3     |
| 4    | Suecia      | 0   | 1     | 2      | 3     |
| 6    | Polonia     | 0   | 0     | 1      | 1     |
| 6    | Reino Unido | 0   | 0     | 1      | 1     |
|      | TOTAL       | 8   | 8     | 9      | 25    |